# 진명여객
진명여객(進明旅客)은 KD운송그룹 산하의 대한민국 경기도 양주시의 시내버스 자회사이고, 본사는 경기도 양주시 덕정동에 있다.

## 주요 연혁
- 2003년 9월 17일: 경기도 양주군 은현면 선암리에서 자본금 200,000,000원으로 명진여객 양주영업소를 분리하여 진명여객 주식회사로 설립. 이명림 대표이사 취임.
- 2008년 5월 9일: 명진여객과 함께 KD운송그룹으로 인수되면서 주식회사 진명여객으로 상호 변경. 허상준 대표이사 취임.

## 현황
2021년 1월 기준이다.
| 운행업체      | 보유 노선수 | 보유 노선수 | 보유 노선수 | 보유 노선수 | 보유 노선수 | 등록 대수 | 등록 대수 | 등록 대수 | 등록 대수 | 등록 대수 |
| ------------- | ----------- | ----------- | ----------- | ----------- | ----------- | --------- | --------- | --------- | --------- | --------- |
| 운행업체      | 노선 합계   | 광역급행    | 직행좌석    | 일반좌석    | 시내일반    | 대수 합계 | 광역급행  | 직행좌석  | 일반좌석  | 시내일반  |
| 진명여객 (KD) | 12          | -           | 4           | -           | 8           | 66        | -         | 40        | -         | 26        |

## 운행 노선

### 동두천영업소 운행 노선
- ● 39번: 연천공영버스터미널 - 통현리 - 전곡역 - 청산역 - 소요산역 - 동연사거리 - 지행역 - 성음악기 - 덕계동 - 양주역 - 녹양역 - 가능역 - 의정부역, 흥선지하차도 - 회룡역 - 도봉산역광역환승센터 (이 노선은 2025년 3월 1일부로 평안운수에서 양도 받은 노선이다.)

### 덕정동 본사 운행 노선
- ● 28번: 황방1리마을회관 - 봉암터미널 - 낙낙동저수지 - 은헌면행정복지센터 - 서정대학교 - 덕정역 - 덕정주공 - 덕계역 (2025년 7월 1일 노선 연장)
- ● 31번: 양주시 봉양동 - 덕정주공 - 덕정성당 - 덕계동 - 양주역 - 경기북부보훈지청 - 제일시장.이안더센트로의정부 - 의정부역, 농협앞 (이 노선은 평안운수에서 양도 받은 노선이다.)
- ● 118번: 양주시 덕정동 차고지 - 덕정역 - 덕정주공 - 고암2통 - 옥정고등학교 - 옥정센트럴 푸르지오 - 고읍지구 - <신평화로 경유> - 의정부성모병원 - 의정부시외버스터미널 - 장암동주민센터 - 회룡역 - 망월사역3번출구 - 도봉산역 - 도봉역 - 신도봉사거리 - 우이1교앞 - 수유역 (구 대원여객 902-2번 -> 13-3번 -> 1018번 -> 1118번, 전기버스 운행, 2024년 1월 1일부터 경기도형 준공영제 실시)
- ● 1100번: 양주시 덕정동 차고지 - 덕정역 - 옥정3단지.3차디에트르 - 덕현초교.덕고개 - <신평화로 경유 (민락BRT정류소)> - 장암역 - 수락산역 - 마들역 - 노원역 9번출구 (2022년 10월 31일부로 노원역으로 변경)
- ● 1101번: 양주시 덕정동 차고지 - 덕정역 - 옥정3단지.3차디에트르 - 덕현초교.덕고개 - <신평화로 경유 (민락BRT정류소)> - 도봉산역(중) - <도봉로 - 동소문로 경유> - 명륜3가(상) / 혜화역(하) - 종로2가(중) - 롯데백화점(상) / 명동국민은행(하) - 서울역버스환승센터 (2021년 11월 18일 개통)
- ● G1200번: 양주시 덕정동 차고지 - 덕정역 - 옥정3단지.3차디에트르 - 덕현초교.덕고개 - <신평화로 경유 (민락BRT정류소)> - 민락 나들목 - <구리포천고속도로 경유> - <북부간선도로 경유> - 신내동 - 우림시장.망우사거리(중) - 상봉터미널(하) - 상봉역 (2020년 3월 24일 개통)
- ● G1300번: 양주시 덕정동 차고지 - 덕정역 - 옥정3단지.3차디에트르 - 덕현초교.덕고개 - <신평화로 경유 (민락BRT정류소)> - 민락 나들목 - <구리포천고속도로 경유> - <강변북로 경유> - 잠실광역환승센터 (2018년 4월 23일 신설과 동시에 2층 버스 운행)
- ● 1306번 : 양주시 덕정역 - 옥정25단지 - 제일풍경채레이크시티 - 덕현초교.덕고개 -  <신평화로 경유 (민락BRT정류소)> - 민락 나들목 - <구리포천고속도로 경유> - <강변북로 경유> - 잠실역 (2025년 4월 7일 개통)
- ● 8300번 : 덕정역 - 옥정3단지.3차디에트르 - 덕현초교.덕고개 - <신평화로 경유> - <구리포천고속도로 경유> - 별내역 (2025년 1월 13일 노선신설)
- ● 8906번 : 양주시 덕정동차고지 -  덕정역 - 옥정고등학교 - 이편한세상11단지 - 양주덕현초등학교 - <신평화로 경유> - 경기도청북부청사 - 의정부역.동부광장 - 동명빌라 - 송추 - <수도권제1순환고속도로 경유> - 부천터미널 (2020년 3월 9일 경기도 공공버스 편입에 따라 대원고속으로부터 이관, 2022년 11월 1일부로 부천터미널로 단축)

### 홍죽리 영업소 운행 노선
- ● 50번: 홍죽리차고지 - 홍죽3리마을회관 - 연평교차로 - 한승미르빌아파트 - 백석읍행정복지센터.백석초교 - 세아2차아파트 - 무태안.대교아파트 - 양주향교.양주별산대놀이전수회관 - 양주역 (이 노선은 평안운수에서 받은 노선이다, 2019년 5월 1일부터 마을버스로 형간전환 및 의정부역, 흥선지하차도 미경유)
- ● 51번: 양주역 - 국군복지단양주지원본부 - 오산삼거리 - 진웅산업 - 하나로마트 - 가납초교 - 지섬.종이나라 - 게너미삼거리 - 비암1리.느티나무 - 비암2리 (이 노선은 평안운수에서 받은 노선이다, 2019년 5월 1일부터 마을버스로 형간전환 및 의정부역, 흥선지하차도 미경유)
- ● 365번: 안고령 - 기산리한우마을 - 홍죽리차고지 - 서광아파트 - 가업리마을회관 - 산성말 - 백석읍행정복지센터, 백석초교
- ● 365-1번: 홍죽리차고지 - 코오롱패션 - 한승아파트 - 백석읍사무소.백석초교 - 백석우체국 - 유양초교 - 양주역 (365번 차량으로 평일에만 운행)
- ● 365-2번: 영장삼거리 - 기산리종점 - 말머리고개 - 윗가마골 (365번 차량으로 공휴일에만 운행)
- ● 19번: 양주시 장흥자연휴양림 - 대승사 - 야영장 - 장흥 - 심하리 - 은평뉴타운 - 구파발역 - 진관동 주민센터 (구 제일여객 7725번, 구 신성여객 350번 노선동일, 2016년 10월 10일 신설)
- ● 19-1번: 양주시 장흥자연휴양림 - 대승사 - 돌고개 - 야영장 - 장흥 - 심하리 - 은평뉴타운 - 구파발역 - 진관동 주민센터 (19번 차량으로 운행과 동시에 신설노선)
- ● 22번: 양주시 송추반석전원교회 - 석현삼거리 - 대승사 - 야영장 - 장흥 - 고양동사거리 - 고양현대아파트 (2019년 5월 1일 신설)
- ● 양주37번: 양주시 장흥자연휴양림 - 송추반석전원교회 - 송추초등학교 - 지축예비군훈현장 - 북한산성입구 - 은평뉴타운 - 구파발역 - 불광역 (2025년 2월 1일부로 노선연장)
- ● 1304번: 양주시 홍죽산단근린공원 - 서광아파트삼거리 - 동화, 세아아파트 - 백석중학교 - 양주시청 - 덕계역 - <신평화로 경유 (민락BRT정류소)> - 민락 나들목 - <구리포천고속도로 경유> - <강변북로 경유> - 잠실광역환승센터 (2023년 10월 16일 신설)

### 이전 보유 노선
- ● 22-1번: 양주시 덕정동 봉양삼거리 - 의정부역, 흥선지하차도 (덕정성당 경유, 명진여객과 공동운행 하다가 폐선)
- ● 30번: 양주역 - 광사통 - 삼숭교차로 - 회암2통 - 덕정주공 - 덕정역 - 율정삼거리 - 칠봉산숯가마 (2011년 6월 폐선)
- ● 30-1번: 양주시 덕정동차고지 - 의정부역, 농협앞 (평안운수에 노선 양도)
- ● 30-2번: 양주시 덕정동차고지 - 의정부역, 농협앞 (30-1번의 고읍동 지선 노선, 평안운수에 노선 양도)
- ● 37번: 동두천시 신한대학교 - 수유역 (구 22번, 덕정역 미경유 및 의정부역, 흥선지하차도로 단축, 2011년 초에 명진여객으로 노선 양도)
- ● 39-1번: 연천역 - 전곡역 - 청산역 - 동두천역 - 지행역 - 덕계동 - 양주역 - 가능역 - 의정부역 - 회룡역 - 망월사역 - 도봉산역 (동연사거리 경유) (평안운수에 노선 양도)
- ● 39-4번: 연천군 청산면 백의리 백의초등학교 - 소요산역 - 동두천 - 지행역 - 덕게동 - 양주역 - 가능역 - 의정부역 - 회룡역 - 망월사역 - 도봉산역 (평안운수에 노선 양도)
- ● 48번: 양주시 덕정동 차고지 - 덕정주공 - 덕정성당 - 덕계동 - 양주역 - 경기북부보훈지청 - 의정부시장 - 장암동 - 회룡역 - 망월사역 - 도봉산역 (구 대원여객 13-1번 -> 1148번 서울 , 2017년 8월 21일 폐선)
- ● 48-1번: 양주시 덕정동 차고지 - 덕정주공 - 덕정성당 - 덕계동 - 양주역 - 경기북부보훈지청 - 의정부시장 - 장암동 - 병무청 - 망월사역 - 도봉산역 (48번 차량으로 운행, 2017년 8월 21일 폐선)
- ● 55번: 양주시 홍죽리 안골 - 의정부역, 흥선지하차도 (이 노선은 평안운수에서 받은 노선이다.)
- ● 55-1번: 양주시 기산리 안고령 - 의정부역, 흥선지하차도 (이 노선은 평안운수에서 받은 노선이다. 1일 8회, 55번 차량으로 운행)
- ● 55-2번: 파주시 광탄면 영장삼거리 - 의정부역, 흥선지하차도 (2015년 5월 1일 폐선, 이 노선은 평안운수 받은 노선이다.)

## 보유 차량

#### 자일대우버스
- 자일대우 레스타[2]
- 자일대우 BS090 뉴 로얄미디
- 자일대우 BS106 뉴 로얄시티
- 자일대우 FX116 하모니

#### 현대자동차
- 현대 카운티 뉴 브리즈
- 현대 일렉시티
- 현대 뉴 프리미엄 유니버스 프라임
- 현대 뉴 프리미엄 유니버스 엘레강스 FCEV

#### 비야디 자동차
- BYD eBus-7

#### CHTC 킨윈
- CHTC 에픽타운
- CHTC 에픽시티

#### 볼보버스
- 볼보 B8RLE

## 사업장 현황
- 본사 : 경기도 양주시 화합로1325번길 222 (덕정동)
- 홍죽리영업소 : 경기도 양주시 백석읍 양주산성로 903

## 사진

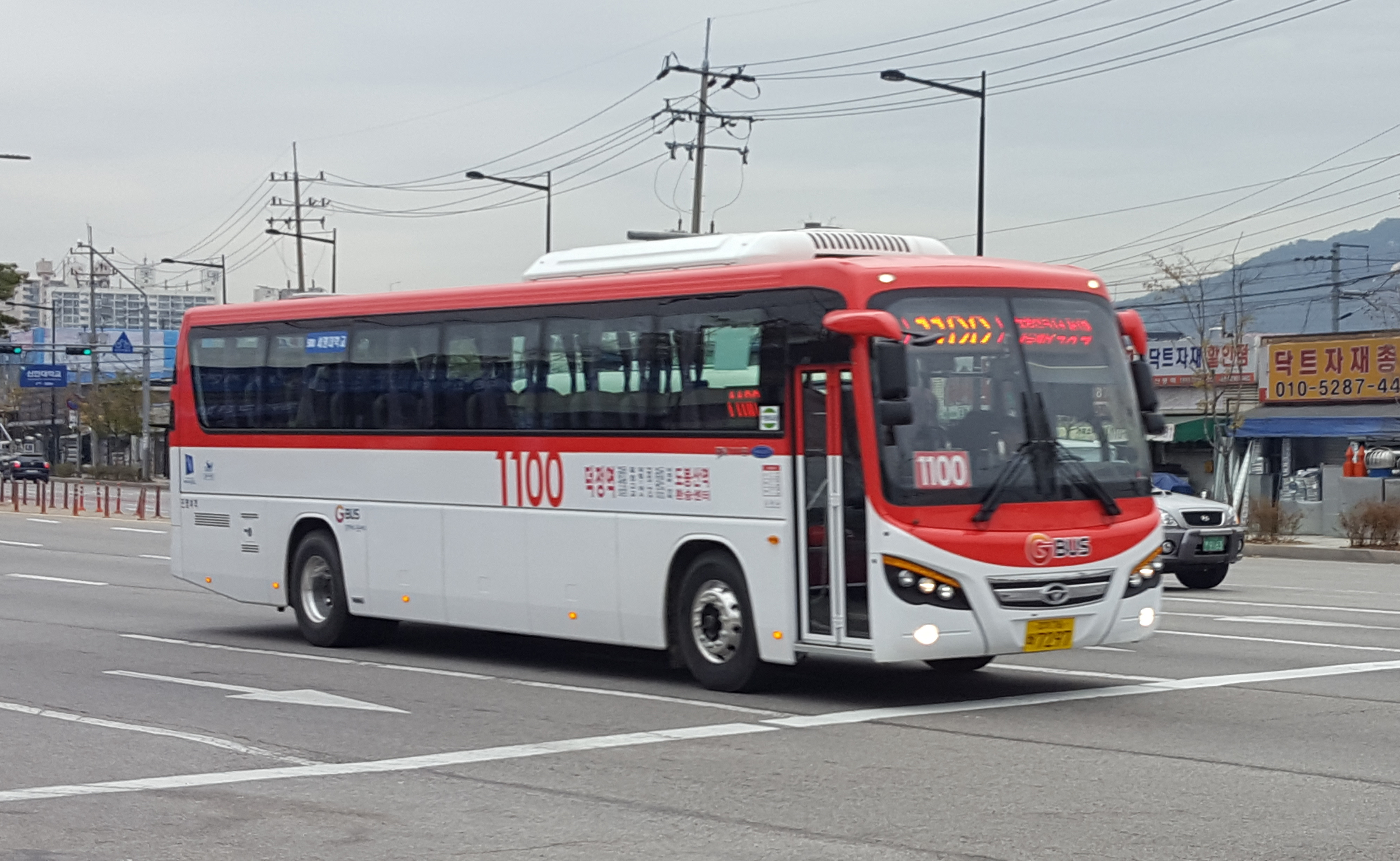
양주시내버스 1100번
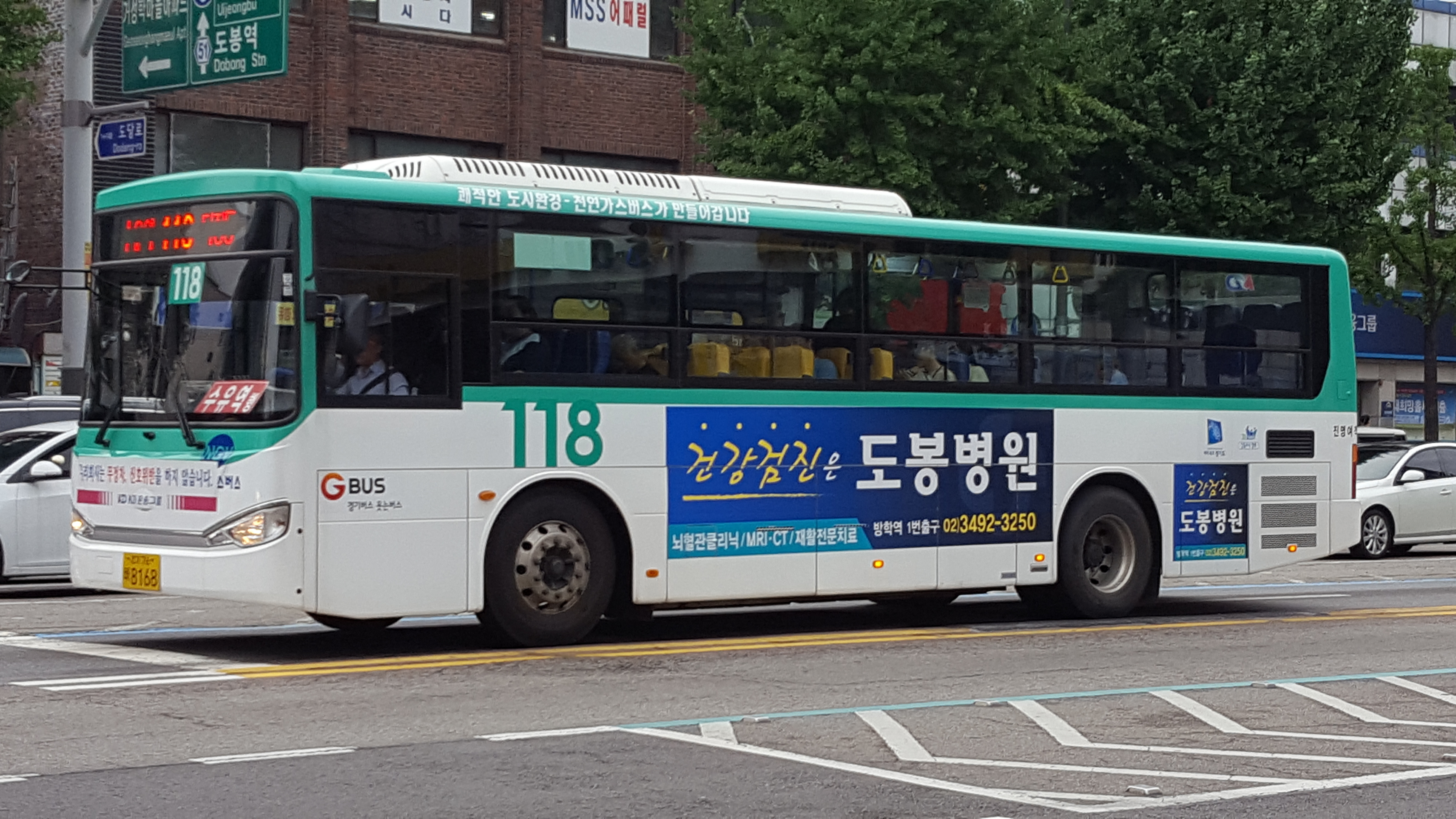
양주시내버스 118번
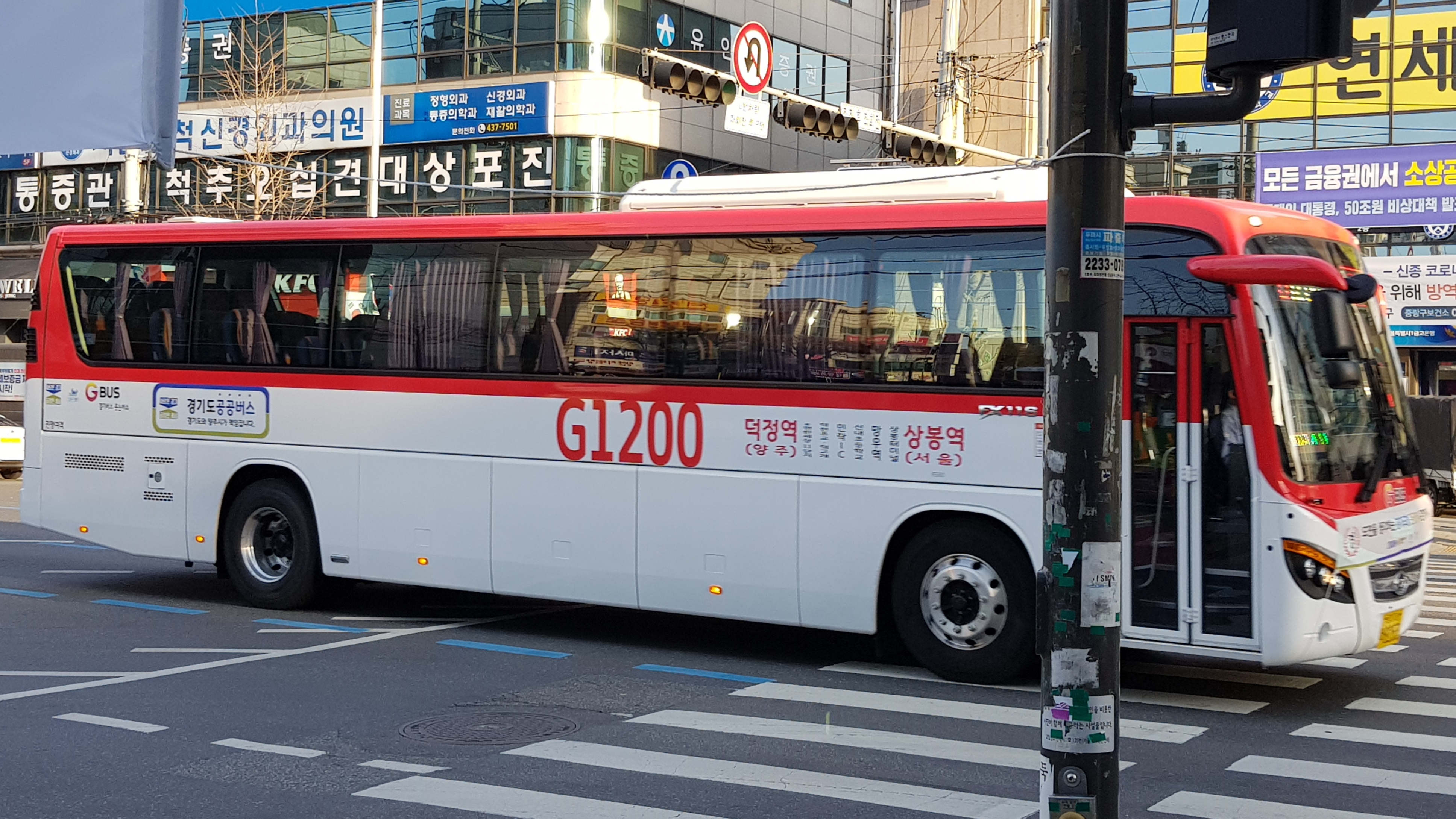
양주시내버스 G1200번
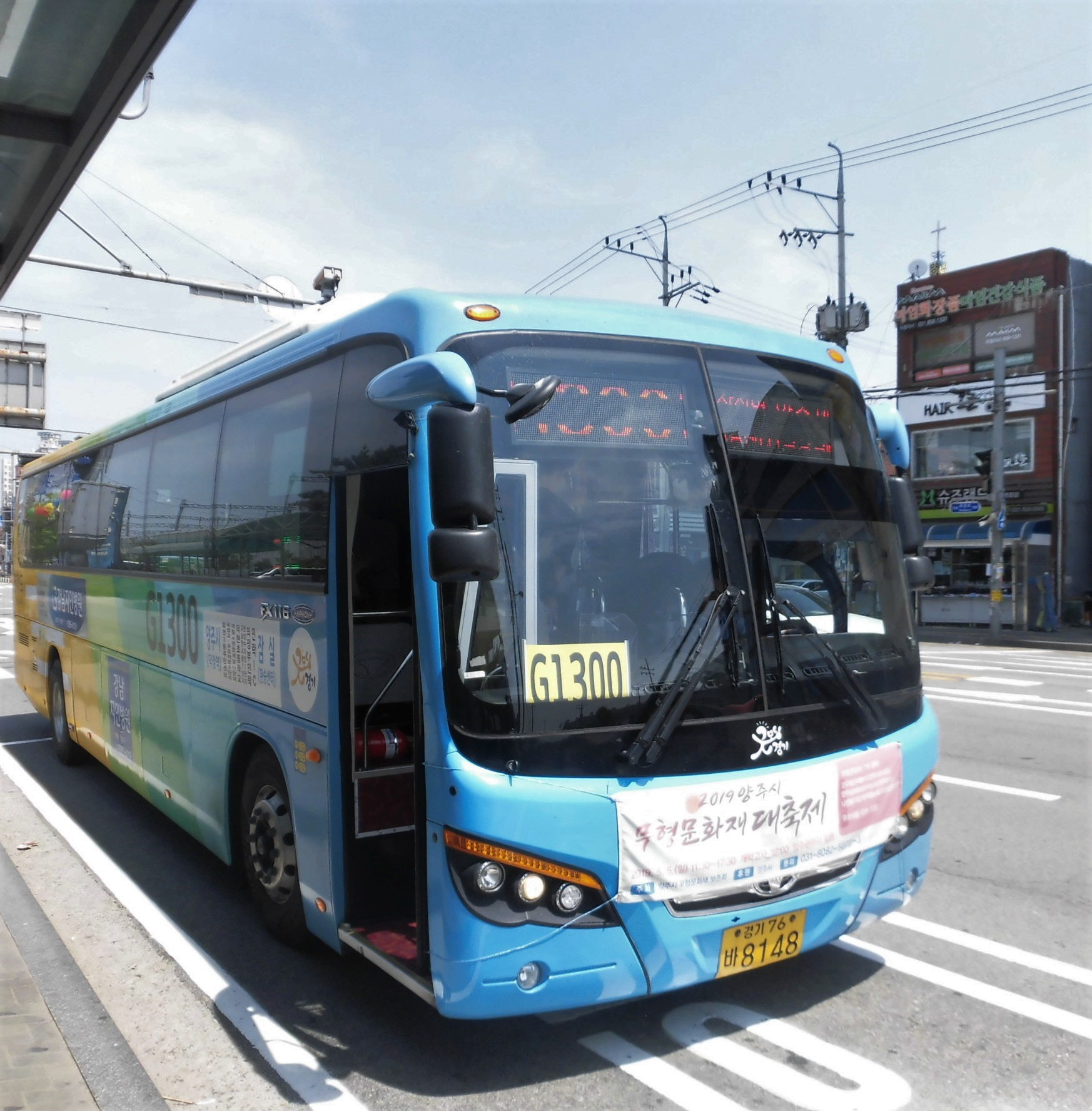
양주시내버스 G1300번